# Rhynchostele oscarii
Rhynchostele oscarii är en orkidéart som beskrevs av Fredy Archila. Rhynchostele oscarii ingår i släktet Rhynchostele och familjen orkidéer.
Artens utbredningsområde är Guatemala. Inga underarter finns listade i Catalogue of Life.